# Unge Ferrari
Stig Joar Haugen (ur. 2 sierpnia 1990 w Hamar) – znany bardziej jako Unge Ferrari to norweski raper i autor piosenek. Haugen zadebiutował w 2015 roku minialbumem Til Mine Venner, który zawierał przełomowe single „Lianer” oraz „Hvis du vil” nagrany wraz z Tomine Harket. Krążek ten był nominowany do Spellemannprisen w kategorii Urban, a sam artysta zdobył nominację do P3 Gull 2015 w Newcomer of the Year.
W 2018 roku wydał debiutancki album Midt imellom magisk og manisk, który zadebiutował na pierwszym miejscu notowania VG-lista. Za ten krążek był ponownie nominowany w dwóch kategoriach Spellemannprisen 2018: Songwriter of The Year oraz Album of The Year. 

## Dyskografia

### Albumy
- 2018: Midt imellom magisk og manisk

### Minialbumy
- 2015: Til Mine Venner
- 2016: Hva Er Vi Nå // H.E.V.N. //
- 2017: Romeo Må Dø

### Single
- "Wollahp" (2015)
- "Bulmers" (2015)
- "Vanilje" (2015)
- "Hvis Du Vil" (z Tomine Harket) (2015)
- "Scubadive" (2016)
- "BBB" (z Arif) (2017)
- "Du Bestemmer" (z Arif) (2017)
- "Hologram" (2017)
- "Urettferdig" (2017)
- "D&G" (2017)
- "Ashanti"(2017)
- "Sorry Mamma" (z Arif) (2018)
- "Tunaraha" (z Arif) (2018)
- "Ung & Dum" (2018)
- "Balkong" (2018)
- "Bagasje" (z Ylva Olaisen) (2018)
- "Privat" (2019)
- "3 Shots" (2019)
- "Siste Sjans" (z Newkid) (2019)